# Историја филма (наука)
Историја филма је наука која изучава прошлост кинематографије као јединствен и законит процес и поред његове огромне разноврсности и противречности.
Историчари филма бележе:
- значајне личности,
- појаве,
- правце,
- опредељења и достигнућа

у току развитка филма уопште и у одређеним националним кинематографијама.
Сходно томе, постоје:
- Историја светског филма и
- Националне историје филма појединих кинематографија (земаља)[1]

Због велике количине и масовновног комерцијализовања филмске производње, историја филма бави се само оним кинематографским делима одређеног уметничког нивоа, и само оним филмским ствараоцима који својим талентом и замислима представљају истинску вредност и на тај начин доприносе уметничком уздизању филма.
Постоје различите историје филма. Ипак, најуобичајенија подела је на:
1. историју немог филма[1] (ту спада и преисторија филма која подразумева све тежње, идеје, експерименте и изуме који су коначно резултирали открићем филма и које се дели на преднаучно и научно[2]) и
2. историју звучног филма (ту спадају све касније пронађене и примењене технике које се користе за постизање што потпуније визуелно-аудитивне илузије у биоскопу).[1]

Филмска историја, у том смислу, прати и  развој и достигнућа филмске технике и технологије.
Пошто филм, за разлику од позоришта, даје могућност конзумирања и много година након његовог стварања, пре свега захваљујући кинотекама, он истовремено пружа нова, савремена сагледавања из различитих перспектива наступајућих генерација, и на тај начин доноси нове процене већ процењених филмова, па се тако перманентно јављају и нове историје филма.

## Рефернце
1. 1 2 3 4 5  Babac, Marko, ур. (1993). Leksikon filmskih i televizijskih pojmova. Beograd: Naučna knjiga : Univerzitet umetnosti. стр. 254.
2. ↑  „Filmska enciklopedija”. filmska.lzmk.hr. Приступљено 2022-11-26.